# Molphey
Molphey település Franciaországban, Côte-d’Or megyében. Lakosainak száma 130 fő (2022. január 1.). Molphey Lacour-d’Arcenay, La Roche-en-Brenil, Saint-Didier és Montlay-en-Auxois községekkel határos.

## Népesség
A település népességének változása:
| Lakosok száma | 132  | 124  | 136  | 131  | 142  | 131  | 130  | 130  | 130  | 130  |
|               | 1968 | 1982 | 1990 | 2006 | 2013 | 2015 | 2017 | 2019 | 2020 | 2022 |